# スマイル・スマイルPlus
スマイル・スマイルPlus（スマイル・スマイル プラス）は、茨城放送で、2011年4月4日から2017年3月31日まで放送されていた生放送のラジオ番組である。2014年3月31日放送分よりスマイル・スマイルから―Plusにリニューアルされた。

## 概要
茨城の旬な情報はもちろん、ピンポイントで発信するアーティスト情報まで。軽快なトークと少しスタイリッシュな音楽でお送りする音楽バラエティー番組。なお、―Plusにリニューアル以降、原則として毎週水曜（2014年10月1日放送分以降）と毎週金曜（2014年4月4日放送分以降）は茨城放送本社スタジオではなく、つくば市の、iiasつくばiスタジオ からの公開生放送となっている。

## パーソナリティー
（2017年3月終了時点）
- 木村仁美（月・火曜担当）
- マシコタツロウ（水曜担当）
- 木村さおり（木・金曜担当）

## タイムテーブル
- 13:00 切手のない贈り物
- 13:06 IBS交通情報
- 13:30 Music R
- 13:55 農産物畜産物市況
- 14:00 ヘッドラインニュース・天気予報
- 14:05 いばらきの、生産者さんこんにちは。（火・木のみ放送）
- 14:10 スクーピーレポート
- 14:20 なるほど泌尿器科（水・金のみ放送）
- 14:26 首都圏ハイウェイ情報
- 14:30 sound jam
- 14:50 ココロ・ワード（月・火・木のみ放送）
- 14:55 ブックマークIBS
- 15:00 朝日新聞デジタル・天気予報
- 15:05 歌の散歩道（月・水のみ放送）、うまかっぺ鉾田!ブランドインフォメーション（金のみ放送）
- 15:15 IBSいばらき×Shufoo得々チラシ情報局（月・火・木のみ放送）
- 15:20 マシコの青なじみ（水のみ放送）
- 15:30 IBS交通情報
- 15:35 快適生活ラジオショッピング（月・火・木のみ放送）